# 神崎成兼
神崎太郎成兼（かんさきたろうなりかね、？～1243年～？)は、鎌倉時代の武将。高江領から莫祢院(阿久根市)に居を構え、水引新田宮司執印図嘉房の女を妻にし、神崎氏を改めて「莫禰太郎成兼」を名のった。初代阿久根(莫禰バクネ・英祢アクネ)氏。
平家の流れをくむ大宰大監平季基の子の兼輔は、従五位下に任じ肥前国神埼荘を領し、神崎氏を名のり、その子の兼重は薩摩郡高江郷と莫祢院を併領し、両院の院司職を兼ねる。
兼重の子・神崎太郎成道の時、平家が亡び源氏が政権を握る事になるが、成道は進んで鎌倉幕府の御家人となり、改めて高江・莫祢の領主となる。その成道の子が神崎太郎成兼である。
阿久根氏は、平安末の天治元年(1124年)～文禄2年(1593年)の間、阿久根地方の領主として君臨し治めた最も古い豪族である。　9代良忠の時(1451年)に創設された薩州島津家に莫祢領は領地を取られてしまうが、地名も阿久根の三文字に改め、薩州家の家老として順応して、14代の阿久根良照まで代々家老職を世襲したが、薩州島津家の断絶に殉じて阿久根氏も永年治めていた阿久根の地を去ることになる。
末裔は山崎と姓を変え、大隅に移住した。

## 系図
(平)季基―(神崎)兼輔―成道―(莫禰)成兼―成秀―成光